# Логан (окръг, Кентъки)
Окръг Логан (на английски: Logan County) е окръг в щата Кентъки, Съединени американски щати. Площта му е 1443 km², а населението - 26 573 души (2000). Административен център е град Ръсълвил.